# Kartal
Kartal és un districte d'Istanbul, Turquia, ubicat en la part asiàtica de la ciutat, a la costa del Mar de Màrmara, entre Maltepe i Pendik. Malgrat trobar-se lluny del centre de la ciutat, Kartal té una població de 432.199 (2010) La superfície total és de 38,54 km², incloses algunes zones en l'interior. Limita l'oest amb Maltepe, al nord amb Sancaktepe, al nord-est amb Sultanbeyli i a l'est amb Pendik.

## Història
El centre de Kartal (en turc, àguila) va ser un poble pesquer del mar de Mármara durant el període romà d'Orient anomenat Kartalimen al Kartalimin en grec, fundat a començaments del segle vi. Al segle xi, la ciutat va ser conquerida pel kayı Süleyman Shah i en 1329 va passar a formar part de l'Imperi Otomà. Posteriorment, els romans d'Orient van reconquerir la ciutat en 1403, encara que va tornar a mans otomanes 17 anys després.
Cap a 1947, Kartal ja era una zona industrial. Amb la introducció dels trens de proximitats fins a l'estació d'Haydarpaa des de Gebze el 1973, Kartal va guanyar en importància com a àrea industrial d'Istanbul. Hi ha al voltant de 400 fàbriques grans i mitjanes, 1.300 tallers i més de 1.200 botigues i oficines a Kartal, inclosa la part nord del districte, anomenada Samandira.
En l'actualitat es construeixen cada vegada més edificis a prop de la costa, mentre que s'estan tancant les fàbriques i es traslladen a l'interior. Per exemple, una gran fàbrica de ciment que es trobava a la costa es va tancar el 2003 i va esdevenir un centre cultural.

## Divisió administrativa

### Mahalleler
Atalar  ·  Cevizli  ·  Cumhuriyet  ·  Çarşı  ·  Çavuşoğlu  ·  Esentepe  ·  Gümüşpınar  ·  Hürriyet  ·  Karlıktepe  ·  Kordonboyu  ·  Orhantepe  ·  Orta  ·  Petrol-İş  ·  Soğanlık  ·  Topselvi  ·  Uğur Mumcu  ·  Yakacık  ·  Yalı  ·  Yukarı  ·  Yunus

### Barris
Aydos  ·  Dragos